# Hookeriopsis brachypelma
Hookeriopsis brachypelma là một loài Rêu trong họ Hookeriaceae. Loài này được (Müll. Hal.) Broth. mô tả khoa học đầu tiên năm 1907.